# Szatmári Mór
Szatmári Mór, 1891-ig Gottlieb (Józsefháza, 1858. május 3. – Budapest, 1931. december 29.) magyar újságíró, országgyűlési képviselő.

## Élete
Gotlieb Ferenc és Perel Hindi fiaként született. Középiskolai tanulmányait Szatmár megyében és Nagyváradon végezte; utóbbi helyen folytatta jog- és államtudományi tanulmányait is. Újságírói működését a nagyváradi Szabadságnál kezdte Plutó álnéven. 1881-ben Budapestre került és itt az Egyetértés szerkesztőségébe lépett mint az országgyűlési rovat vezetője. 1887-től 1890-ig az Egyetértés segédszerkesztője volt, majd az Egyetértés főmunkatársa lett és a lapba különösen a belügyi politika körébe vágó cikkeket írt. A "Demokratia" szabadkőműves páholy aktív tagja volt, több kötete is megjelent a páholy könyvsorozatában. Gottlieb családi nevét 1891-ben változtatta Szatmárira. Később (1904 és 1913 között) a Budapest c. napilapnak, a függetlenségi párt hivatalos lapjának lett felelős szerkesztője. Több cikket publikált a szabadkőművesek által létrehozott és támogatott Világ című lapban. Az újságírók szervezkedési törekvéseiben nagy része volt, a Budapesti Ujságírók Egyesülete főtitkárának választotta meg, később alelnök lett. Országgyűlési képviselőnek első ízben az 1901. évi általános választások után választatott meg függetlenségi programmal, miután Örley Kálmán volt képviselőnek mandátumát megsemmisítették. Az 1905. és az 1906. évi általános választások alkalmával a margittai (Bihar megye) kerületben újra megválasztották. A törvényhozásban a mentelmi és munkásügyi bizottság tagja volt.
Az említett újságokon kívül írt a Magyar Szalonba is, 1912-ben pedig tagja lett Magyar–Lengyel Egyesületnek.
Fia Szatmári Jenő újság- és forgatókönyvíró. Felesége Hirsch Lenke volt.

## Művei
- A közigazgatási tisztviselők kinevezése (1881);
- Polgári házasság (1894);
- A süllyedö társadalom (1896);
- Kossuth Ferenc parlamenti beszédei (1908);
- Húsz esztendő parlamenti viharai (1928).